# Albert De Jonghe
Albert De Jonghe (Brugge, 25 juli 1908 - 13 april 1998) was een Belgisch historicus, specialist van de politieke verwikkelingen tijdens en na de Tweede Wereldoorlog in België.

## Levensloop
Pas 23 geworden, promoveerde De Jonghe in 1931 tot doctor in de wijsbegeerte en letteren aan de Katholieke Universiteit Leuven. Zijn proefschrift over de taalpolitiek van Willem I was vernieuwend en gestoeld op de bronnen die hij in Nederland was gaan raadplegen. Hij publiceerde ook een interessante studie over de augustus- en septemberdagen 1830 in Brugge, op basis van Nederlandse archiefstukken.
De Jonghe nam in Leuven actief deel aan het studentenleven, onder meer bij de studentenclub "Moeder Brugse", tijdens de jaren 1927 tot 1931.
Gedurende enkele jaren kon hij werken met een beurs als aspirant van het Nationaal Fonds voor Wetenschappelijk Onderzoek. Dat die in 1935 werd beëindigd en dat hij geen hoogleraar werd schreef hij toe aan zijn activiteiten als Vlaams nationalist, hoewel dit door niets wordt aangetoond.
De Jonghe werd leraar aan het atheneum in Kortrijk en was actief in Vlaams-nationalistische kringen. Hij liet zich tijdens de oorlog meeslepen in een van de extreme vormen van collaboratie met de Duitsers, de DeVlag, die inlijving van Vlaanderen in het Duitse Rijk voorstond. Zijn activiteiten hierin bleven beperkt maar leidden onvermijdelijk tot gerechtelijke gevolgen na de oorlog. Na een korte gevangenistijd werd hij handelsvertegenwoordiger in sigaren en nadien in porselein. Nadat hij eerherstel had verkregen, was hij nog enkele jaren leraar aan het aartsbisschoppelijk Heilig-Hartcollege in Ganshoren.
Ondanks de tegenslagen was hij historicus gebleven en tussen 1948 en 1962 publiceerde hij meer dan vierhonderd artikels, hoofdzakelijk uitvoerige boekbesprekingen, in een aantal bladen en tijdschriften, zoals onder meer De (Nieuwe) Standaard, De Nieuwe Gids en Spectator.

## Geschiedenis van de Tweede Wereldoorlog
Vanaf 1965 werkte De Jonghe bij de BRT mee aan de voorbereiding van uitzendingen over de bezettingstijd, wat uitmondde op de reeksen uitzendingen door Maurice De Wilde over "de nieuwe orde", de collaboratie en de repressie.
In 1969 werd hij vrij onderzoeker bij het Navorsing- en studiecentrum voor de geschiedenis van de Tweede Wereldoorlog, het CegeSoma.
Door de interviews van hem in de BRT-reeksen, kreeg De Jonghe ruime bekendheid. De samenwerking liep echter uit op slaande ruzie. De journalist Maurice De Wilde wilde levendige televisie brengen en was niet bang van enige sensatie. Albert De Jonghe verweet hem niet alleen dat hij als een "inquisiteur" optrad, maar wilde dat elk onderwerp tot in het detail en met de nodige nuanceringen behandeld werd. Het "à peu près" en de schematische behandeling, inherent aan het televisiemedium, zaten hem behoorlijk dwars.
De Jonghe had uitgesproken sympathieën en antipathieën, en zocht door zijn opzoekingen de bevestiging te vinden van bepaalde overtuigingen die hij zich had eigen gemaakt. Niets was hem nochtans heiliger dan de exactheid en de objectiviteit. Vooraleer hij iets aan het papier toevertrouwde, moest hij niet één of twee maar ettelijke bronnen vinden en bleef hij uiterst scrupuleus en voorzichtig in de interpretatie of de duiding die hij aan de bijeengebrachte feiten en documenten gaf. Alles wat hij publiceerde stond bol van de voetnoten, vaak verwijzend naar nog niet eerder aangeboorde bronnen. Geen enkele stap waagde hij zonder zich zo sterk mogelijk in te dekken.

## Over Leopold III
Dit was ook wel nodig, aangezien hij zich op een waar mijnenveld begaf met zijn onderzoek (vooral in Duitse archieven) naar de toestanden in België tijdens de Tweede Wereldoorlog. Het was al meteen raak met zijn eerste grote publicatie Hitler en het politieke lot van België (1972), waarin hij in bijna 500 bladzijden de periode mei tot november 1940 ontleedde. Een belangrijk element hierin was de houding van Koning Leopold III tegenover Hitler, die culmineerde in het onderhoud van de Koning met de Führer in Berchtesgaden op 19 november 1940.
Met uiterste nauwkeurigheid ging De Jonghe er op los. Hij beschreef een zoekende koning, die tot samenwerking ("collaboratie"?) bereid was. Ook al was het verhaal en zijn conclusies zeker niet oneervol voor de Koning, betekende de studie van De Jonghe toch het doorbreken van bepaalde taboes over de koninklijke houding tijdens de oorlog en veroorzaakte ze dan ook heel wat polemiek.

## De Duitse bezetter in België
Hiermee was Albert De Jonghe "gelanceerd" en tussen 1972 en 1984 verschenen regelmatig de resultaten van zijn opzoekingen, in het bijzonder zijn monumentaal vijfdelig werk De strijd Himmler - Reeder om de benoeming van een HSSPF te Brussel (1942-1944), dat een van de voornaamste bijdragen is tot een betere kennis van de Duits-Belgische en Duits-Vlaamse verhoudingen tijdens de oorlog.
Dat hierin zijn eigen vroegere overtuigingen en de "leiders" waar hij destijds had naar opgekeken, niet al te best uit kwamen, was de minste van zijn zorgen. "De waarheid en niets dan de waarheid" kon wel zijn lijfspreuk zijn. De medewerking aan het Studiecentrum voor de geschiedenis van de Tweede Wereldoorlog gaf als bijkomend voordeel dat zijn studies tevens in het Frans verschenen, wat er een supplementaire uitstraling aan verleende.
Na 1984 publiceerde hij niet meer zo veel, hoewel hij bijzonder alert en actief bleef en bijna dagelijks naar de Brugse stadsbibliotheek trok om er allerhande geschriften te bestuderen. Zijn steeds zwakker wordend zicht speelde hem parten. Hij kon er zich erg over opwinden, zoals trouwens over zoveel andere zaken, want ondanks zijn hoge leeftijd bleef hij met het enthousiasme van een jonge man (en met stevige vriendschappen en vijandschappen, die hij beide met genoegen cultiveerde) door het leven gaan.

## Polemiek met Van Welkenhuyzen
Toen hij al tachtig was vocht hij een hevige polemiek uit met Jean Van Welkenhuyzen, de directeur van het Navorsingcentrum. In diens boek over de mei-junidagen 1940, was er volgens De Jonghe te weinig historische afstandelijkheid en te veel verlangen om een "leopoldistische", niet-objectieve thesis aan te hangen. Hij verweet de auteur bronnen te hebben gebruikt die hij niet citeerde en vooral één essentiële bron (een telex van 26 juni 1940), die niet paste in zijn thesis, gewoon te hebben genegeerd.
De polemiek die hieruit voortvloeide was mede de oorzaak van het vervroegd vertrek van Van Welkenhuyzen uit het Navorsingcentrum.

## Evaluatie
In de middens van de historici was De Jonghe (zijn "vijanden" niet te na gesproken) een graaggeziene figuur. Een gesprek met hem werd altijd beschreven als leerzaam en interessant. Men moest er wel even de tijd voor vrij maken, want met hem was het onmogelijk aan een uitleg tot in het minste detail en tot op de laatste komma te ontsnappen. Het was er niet minder boeiend om. Wie tot zijn vriendenkring behoorde kreeg een overdruk van zijn artikels, "met vriendelijke hulde van de schrijver" en soms met op discrete blaadjes de oorspronkelijke tekst die men om de een of ander reden "gecensureerd" had.
Het werk dat hij naliet is, zoals historicus Etienne Verhoeyen schreef "een monument van nauwgezetheid en volledigheid". Professor Bruno De Wever noemde het "onschatbaar voer voor historici".

## Publicaties
- Wim MEYERS, Publicaties van Dr. Albert De Jonghe, in: Soma Berichtenblad NR. 31, najaar 1998.

Zijn voornaamste werken zijn:
- Onuitgegeven bescheiden over de gebeurtenissen te Brugge in Augustus en September 1830, in: Handelingen van het genootschap voor geschiedenis te Brugge, 1934.
- De taalpolitiek van koning Willem I in de Zuidelijke Nederlanden, 1815-1830, 1944 en 1967
- Hitler en het politieke lot van België, 1940-1944, 1972
- Aspecten van de wegvoering van koning Leopold III naar Duitsland, 1988
- De strijd Himmler – Reeder om de benoeming van een HSSPF te Brussel, 1978-1984
  - Deel I, De Sicherheitspolizei in België
  - Deel II, Het voorspel
  - Deel III, Evolutie van oktober 1942 tot augustus 1943
  - Deel IV, Salzburg, voor en na, Evolutie van augustus 1943 tot juli 1944
  - Deel V, Salzburg voor en na. Politionele ontwikkeling van september 1943 tot het einde van de bezetting
- De laatste boodschap van Kiewitz, namens Leopold III voor Hitler (15 juni 1944), 1987
- De weg naar Berchtesgaden, 1991

In de bibliografieopgave van het SOMA-berichtenblad ontbreekt het artikel dat door De Jonghe werd geschreven n.a.v. zijn polemiek met Van Welkenhuyzen:
- Onwetendheid of leugen door verzuim? Bevreemdende leemte in studie over Koningskwestie, in: De Standaard, 10 augustus 1988.